# Стражње
Стражње (слч. Strážne) насељено је мјесто са административним статусом сеоске општине (слч. obec) у округу Требишов, у Кошичком крају, Словачка Република.

## Становништво
| Година:    | 1994. | 2004.   | 2014.   | 2024.   |
| ---------- | ----- | ------- | ------- | ------- |
| Број људи: | 716   | 686     | 625     | 566     |
| Разлика:   |       | -4,18 % | -8,89 % | -9,44 % |

| Година:    | 2023. | 2024.   |
| ---------- | ----- | ------- |
| Број људи: | 585   | 566     |
| Разлика:   |       | -3,24 % |

Према подацима о броју становника из 2011. године насеље је имало 649 становника.